# سيريل نورثكوت باركنسون
سيريل نورثكوت باركنسون (30 يوليو 1909 – 9 مارس 1993) مؤرخٌ بحري بريطاني، ومؤلف 60 كتابًا تقريبًا، من أشهرها قانون باركنسون الأكثر مبيعًا (1957)، وفيه طوّر باركنسون قانون باركنسون، الذي ينص على أن «العمل يتوسع لكي يشْغل كل الوقت المتاح لإنجازه»، وهي وجهة نظر ثاقبة دفعت إلى اعتباره باحثًا مهمًا في مجاليّ الإدارة العامة والإدارة.

## سنواته المبكرة والتعليم
كان باركنسون أصغرَ أبناء وليام إدوارد باركنسون (1871–1927) الذي كان أستاذًا للفنون في مدرسة مقاطعة نورث إيست، واعتبارًا من العام 1913 مديرَ مدرسة يورك للفنون والحرف اليدوية، وزوجته روز إيملي ماري كيرنو (المولودة في العام 1877). التحق باركنسون بمدرسة سانت بيتر في يورك، وفي العام 1929 حاز على منحة لدراسة التاريخ في كلية إيمانويل، كامبريدج. حصل على درجة الإجازة في العام 1932. خلال دراسته الجامعية، نشأ شغف باركنسون بالتاريخ البحري، والذي تابعه عندما أتاحت له عائلة بليو الوصول إلى مستندات العائلة في المتحف البحري الوطني المُقام حديثًا. شكلت تلك المستندات أساس كتابه الأول، إدوارد بليو، نبيل إكسموث، الأميرال الأحمر. في العام 1934، عندما كان طالب دراسات عليا في كلية كينجز لندن، كتب أطروحته للدكتوراه عن التجارة والحرب في البحار الشرقية، 1803–1810، والتي مُنحت جائزة جوليان كوربيت في تاريخ البحرية للعام 1935.

## مسيرته الأكاديمية والعسكرية
عندما كان طالب دراسات عليا في العام 1934، فُرز باركنسون إلى الجيش الإقليمي في فوج لندن الثاني والعشرين (كتيبة الملكة)، وترقّى إلى ملازم أول في العام نفسه، وقاد فرقة مشاة في يوبيل الملك جورج الخامس في العام 1935. وفي العام نفسه، انتخبته كلية إيمانويل بكامبريدج زميلًا باحثًا. خلال وجوده في كامبريدج، قاد وحدة مشاة في فيلق تدريب ضباط جامعة كامبريدج. وترقّى إلى رتبة نقيب في العام 1937.
في العام 1938، أصبح باركنسون أستاذًا للتاريخ في مدرسة بلونديل في تيفرتون، بمقاطعة ديفون (ونقيبًا في فيلق التدريب الجامعي التابع للمدرسة)، ثم مدرسًا في الكلية البحرية الملكية، في دارتموث في العام 1939. في العام 1940، انضم باركنسون إلى فوج الملكة الملكي (غرب سري) برتبة نقيب، واضطلع بمجموعة من الوظائف والمناصب التعليمية العسكرية في بريطانيا. في العام 1943 تزوج من إيثلوين إيدث غريفز (المولودة في العام 1915)، وهي مدرّبة تمريض في مستشفى ميدلسكس، وأنجبا طفلين.
تسرّح برتبة رائد في العام 1945، وعمل محاضرًا في التاريخ بجامعة ليفربول من العام 1946 حتى العام 1949. وفي العام 1950، عُيّن أستاذًا للتاريخ في جامعة مالايا الجديدة في سنغافورة. وخلال عمله فيها، بدأ سلسلة مهمة من الدراسات التاريخية عن تاريخ مالايا، ونشر أولها في العام 1960. نشأت حملة ضغط في منتصف الخمسينيات من القرن العشرين بهدف تأسيس حرمَين جامعيين، أحدهما في كوالالمبور والآخر في سنغافورة. سعى باركنسون لإقناع السلطات بتجنّب تقسيم الجامعة من خلال إبقائها في مدينة جوهر بهرو لخدمة سنغافورة ومالايا. لم تفلح مساعيه، وأنشئ حرمان جامعيان في العام 1959. فيما بعد، أصبح الحرم الجامعي في سنغافورة جامعةَ سنغافورة.
تطلّق باركنسون في العام 1952، وتزوج الكاتبة والصحفية آن فراي (1921–1983) وأنجبا ولدين وبنتًا. في العام 1958، خلال وجوده في سنغافورة، نشر أشهر أعماله، قانون باركنسون، الذي توسّع من مقال هزلي كان قد نشره في مجلة الإيكونوميست في نوفمبر 1955، يهزأ فيه من البيروقراطية الحكومية. رسم أوسبرت لانكاستر الأشكال التوضيحية للكتاب المكون من 120 صفحة، والذي ضمّ دراسات قصيرة، ونُشر في الولايات المتحدة ثم في بريطانيا، وأصبح مباشرةً من أكثر الكتب مبيعًا. وأوضح الكتاب حتمية التوسع البيروقراطي، وذهب إلى أن «العمل يتسع لملء الوقت المتاح لإكماله». وبسخريته المعهودة وحسّه الفكاهي الساخر، أدرج باركسنون في كتابه مقالاتٍ عن قانون باركنسون للتفاهة (نقاشاتٍ عن نفقات المحطة النووية، ومرآب الدراجات، والمرطبات)، وملاحظة كيف أن القيادة على الجانب اليسار من الطريق (راجع النقل البري) هو الأمر الطبيعي، وتكهّن أنه في نهاية الأمر سيكون في البحرية الملكية عدد الضباط برتبة أميرال أكثر من عدد السفن. بعد نهاية عمله أستاذًا زائرًا في جامعة هارفارد في العام 1958، وجامعة إلينوي وجامعة كاليفورنيا، بيركلي في العام 1959 – 1960، استقال من منصبه في جامعة سنغافورة ليصبح كاتبًا مستقلًا.
لتجنب الضرائب المرتفعة في بريطانيا، انتقل للسكن إلى جزر القناة الإنجليزية واستقر في سينت مارتين بجزيرة غيرنزي، حيث اشترى بناء ليه كاش. في غيرنزي، كان فردًا شديد النشاط في المجتمع، وكان ملتزمًا بالتراث الإقطاعي للجزيرة. دفعه ذلك لتمويل تمثيلية تاريخية عن رحلة القديس ميشيل أدّتها مجموعة من الإقطاعيين، وكتب مقالًا في إحدى الصحف عن تلك التمثيلية. كما كان باركنسون عضوًا رسميًا في المحكمة الملكية للدعاوي العامة بصفته سيدًا إقطاعيًا في آنفيل، حيث حصل على حقوق إقطاعية آنفيل. يعتبر الحضور في المحكمة الملكية للدعاوي العامة أمرًا عظيمًا في جزيرة غيرنزي، فهي أقدم محكمة في الجزيرة وأول هيئة تاريخية تتمتع بالحكم الذاتي. بصفة العضو الإقطاعي، يمكن اعتبار ذلك منصبه مكافئًا لمكانة لوردٍ غير ديني في غيرنزي. نظرًا لاعتبار آنفيل في بعض النواحي أقدم إقطاعية في الجزيرة واعتبار مالكها «في المرتبة التالية مباشرةً لمرتبة رجال الدين»، فقد اهتمّ باركنسون اهتمامًا شديدًا بإقطاعته وممتلكاتها التاريخية. في العام 1968 اشترى باركنسون القصر التاريخي لإقطاعية أنفيل ورممه. وفي العام 1971 أعاد ترميم كنيسة توماس من آنفيل التابعة لنفس الإقطاعية. تضمنت كتاباته في هذه الفترة سلسلةً من الروايات التاريخية التي تصور شخصية خيالية لضابط في البحرية من غيرنزي، ريتشارد ديلانسي، خلال الحقبة النابليونية. في الرواية، ريتشارد ديلانسي إقطاعيّ من إقطاعية آنفيل؛ كما اعتاد سيريل نورثكوت باركنسون الفخر بكونه رجلًا إقطاعيًا من إقطاعية أنفيل. وفي نهاية الأمر، انتقل باركنسون للسكن في قصر إقطاعية آنفيل. وهكذا، بصورة ما، يبدو أن ريتشارد ديلانسي هو صورة طبق الأصل عن سيريل نورثكوت باركنسون.
في العام 1969، تلقى باركنسون دعوة لإلقاء محاضرة ماكميلان التذكارية في معهد المهندسين وبناة السفن في اسكتلندا. فاختار لها موضوع «مكانة المهندس».

## باركنسون و«قانونه»
ينص قانون باركنسون، الذي يقدّم وجهة نظر ثاقبة عن العائق الأساسي لإدارة الوقت الفعالة، على أن «العمل يتوسع لملء الوقت المتاح لإكماله». يعبّر هذا عن موقفٍ أو قوة لا تفسير لها أصبح الكثيرون يعتبرونها مسلّمة ويقبلونها كما هي. كتب ألينغتون كينارد، رئيس تحرير ستريتس تايمز: «كما أن أحدًا قبل نيوتن لم يتجشم عناء التفكير أو حتى الاهتمام بسبب سقوط التفاحة على الأرض وعدم طيرانها ببساطة بعد مغادرة الشجرة، ينطبق ذلك على قانون البروفيسور باركنسون ذي الجاذبية الأقل، إنما لا ينفي ذلك اشتماله على درجةٍ من الحقيقة».
نشر باركنسون قانونه لأول مرة في مقالة هزلية في مجلة ذي إيكونوميست في 19 نوفمبر 1955، وقصد بها انتقاد كفاءة الإدارة العامة وبيروقراطية الخدمة المدنية، وعدد الموظفين المتزايد باستمرار، والتكاليف المرتبطة بتلك الزيادة.